# AFC Champions League 2012
AFC Champions League 2012 là phiên bản thứ 31 của giải bóng đá cấp câu lạc bộ cao nhất châu Á được tổ chức bởi Liên đoàn bóng đá châu Á (AFC), và thứ 10 dưới tên gọi AFC Champions League.
Câu lạc bộ Hàn Quốc Ulsan Hyundai giành chức vô địch đầu tiên trong lịch sử sau khi đánh bại Al-Ahli từ Ả Rập Xê Út với tỉ số 3–0 tại trận chung kết, và tham dự Giải vô địch bóng đá thế giới các câu lạc bộ 2012.

## Phân bổ đội của các hiệp hội
Đông Á
- Lọt vào vòng bảng:  Australia,  Trung Quốc,  Indonesia,  Nhật Bản,  Hàn Quốc
- Có thể lọt vào vòng bảng:  Malaysia,  Myanmar,  Thái Lan
- Không bốc thăm:  Singapore[5]
- Bị loại:  Việt Nam[6]

Tây Á
- Lọt vào vòng bảng:  Iran,  Qatar,  Saudi Arabia,  UAE,  Uzbekistan
- Có thể lọt vào vòng bảng:  Iraq,  Jordan,  Oman,  Pakistan,  Palestine,  Tajikistan,  Yemen,  Ấn Độ

Chú thích: Singapore, Thái Lan, Việt Nam và Ấn Độ có câu lạc bộ phải dự vòng loại để lọt vào vòng bảng ACL tại 2010.

### Phân bổ
Ban đầu, việc phân bổ để tham gia ACL 2012 sẽ giữ nguyên như ba mùa trước, ngoại trừ Việt Nam bị loại và vị trí dự vòng loại trước đó của họ đã được trao cho Qatar. Tuy nhiên, sau cuộc họp của Ủy ban điều hành AFC vào tháng 11 năm 2011, số lượng vị trí cho mỗi hiệp hội sẽ được thay đổi dựa trên đánh giá các tiêu chí của AFC Champions League diễn ra vào năm 2011.
Tổng cộng có mười một hiệp hội thành viên (xem bên dưới) đã tham gia AFC Champions League 2011 đã được đánh giá để tham gia AFC Champions League 2012. Ấn Độ, hiệp hội được dự vòng loại ACL 2011, nhưng không đủ tiêu chuẩn và xuống chơi tại AFC Cup. Các hiệp hội thành viên khác đủ tiêu chuẩn nhưng không đáp ứng các tiêu chí cho năm 2011 đã không được chơi ở năm 2012.
| Evaluation for 2012 ACL | Evaluation for 2012 ACL         |
| ----------------------- | ------------------------------- |
|                         | Meet all items of the criteria  |
|                         | Meet some items of the criteria |
|                         | Do not meet the criteria        |

| Hiệp hội thành viên | Câu lạc bộ | Suất dự   | Suất dự   | Suất dự |
| Hiệp hội thành viên | Câu lạc bộ | Vòng bảng | Vòng loại | AFC Cup |
| ------------------- | ---------- | --------- | --------- | ------- |
| Qatar               | 12         | 4         | 0         | 0       |
| Ả Rập Xê Út         | 14         | 3         | 1         | 0       |
| UAE                 | 12         | 3         | 1         | 0       |
| Uzbekistan          | 14         | [A]3[A]   | 1         | 0       |
| Iran                | 18         | 2         | 2         | 0       |
| Total               | Total      | [A]14[A]  | 5         | —       |

| Hiệp hội thành viên | Câu lạc bộ | Suất dự   | Suất dự   | Suất dự |
| Hiệp hội thành viên | Câu lạc bộ | Vòng bảng | Vòng loại | AFC Cup |
| ------------------- | ---------- | --------- | --------- | ------- |
| Nhật Bản            | 18         | 4         | 0         | 0       |
| Hàn Quốc            | 15 (16)[B] | 3         | 1         | 0       |
| Trung Quốc          | 16         | 3         | [E]1[E]   | 0       |
| Australia           | 9 (10)[C]  | 2         | 1         | 0       |
| Thái Lan            | 18         | 1         | 1         | 0       |
| Indonesia           | 24[D]      | 0         | 1         | 1       |
| Total               | Total      | [A]14[A]  | [E]5[E]   | —       |

Notes
- A  Một trong các suất vào thẳng vòng bảng của Uzbekistan được chuyển qua khu vực Đông Á.[7]
- B  Một trong các câu lạc bộ của K-League, Sangju Sangmu Phoenix, không được tham dự ACL vì đội không phải là một đội bóng thương mại và các cầu thủ của họ không được ký hợp đồng chuyên nghiệp.[6]
- C  Khi A-League 2010–11, mùa giải chọn các câu lạc bộ Australia tham dự ACL 2012, có 11 đội, thì A-League 2011–12, mùa giải tiếp theo, chỉ có 10 đội sau khi North Queensland Fury giải thể, và số đội được gửi cho báo cáo đánh giá ACL 2012 (trang 8).[8] Một trong các câu lạc bộ của A-League, Wellington Phoenix, là đội bóng của New Zealand, quốc gia thành viên của OFC, do đó không đủ điều kiện tham dự ACL.[9]
- D  This number was given in the 2012 ACL evaluation report (page 8).[8] Indonesia Super League 2010–11, mùa giải chọn các câu lạc bộ Indonesia tham dự ACL 2012, có 15 đội, và Indonesian Premier League 2011–12, mùa giải tiếp theo được công nhận bởi Hiệp hội bóng đá Indonesia, có 13 đội. Có hai giải đấu "hàng đầu" cạnh tranh nhau tại Indonesia: Indonesian Premier League và Indonesia Super League (ISL sau đó không được công nhận bởi Hiệp hội bóng đá Indonesia).
- E  Trung Quốc được phân bổ một suất dự vòng loại, nhưng Liêu Ninh Hoành Vận, đội hạng 3 Chinese Super League 2011, không tham gia giải đấu.[10] Vì vậy, chỉ có bốn đội tham dự vòng loại khu vực Đông Á.

## Các đội tham dự
Tổng cộng có 37 đội tham dự AFC Champions League 2012:
- 28 đội (14 từ Tây Á, 14 từ Đông Á) vào thẳng vòng bảng.
- 9 đội (5 từ Tây Á, 4 từ Đông Á) tham dự vòng loại, được chi thành hai vòng. 4 đội thắng (2 từ Tây Á, 2 từ Đông Á) lọt vào vòng bảng. Các đội thua chung kết vòng loại tham dự vòng bảng AFC Cup 2012. Tuy nhiên, đội thua bán kết vòng loại sẽ bị loại khỏi hệ thống giải đấu của AFC, thay vì tham dự AFC Cup.

Chú thích:
- TH: Đương kim vô địch
- AC: Đội vô địch AFC Cup
- AC 2nd: Á quân AFC Cup
- 1st, 2nd, 3rd,...: Vị trí tại giải quốc nội
- CW: Đội vô địch cúp quốc gia

| Tây Á                | Tây Á                             | Tây Á                        | Tây Á                    |
| -------------------- | --------------------------------- | ---------------------------- | ------------------------ |
| Nasaf QarshiAC (2nd) | Al-Arabi (4th)                    | Al-Jazira (1st, CW)          | Sepahan (1st)            |
| Lekhwiya (1st)       | Al-Hilal (1st)                    | Baniyas (2nd)                | Persepolis (CW)          |
| Al-Rayyan (3rd, CW)  | Al-Ahli (CW)                      | Al-Nasr (3rd)                |                          |
| Al-Gharafa (2nd)     | Al-Ittihad (2nd)                  | Pakhtakor (3rd, CW)          |                          |
| Đông Á               |                                   |                              |                          |
| Kashiwa Reysol (1st) | Jeonbuk Hyundai Motors (1st)      | Thiên Tân Teda (CW)          | Buriram United (1st, CW) |
| FC Tokyo (CW)        | Seongnam Ilhwa Chunma (CW)        | Bắc Kinh Quốc An (2nd)       | Bunyodkor† (1st)         |
| Nagoya Grampus (2nd) | Ulsan Hyundai (2nd)               | Brisbane Roar (1st, CW)      |                          |
| Gamba Osaka (3rd)    | Quảng Châu Hằng Đại Đào Bảo (1st) | Central Coast Mariners (2nd) |                          |

| Tây Á                  | Tây Á           | Đông Á                | Đông Á                    |
| ---------------------- | --------------- | --------------------- | ------------------------- |
| Al-Ettifaq (3rd)       | Esteghlal (2nd) | Pohang Steelers (3rd) | Persipura Jayapura‡ (1st) |
| Al-Shabab (4th)        | Zob Ahan (3rd)  | Adelaide United (3rd) |                           |
| Neftchi Farg'ona (4th) |                 | Chonburi (2nd)        |                           |

Chú thích
- † Bunyodkor (Uzbekistan) được chuyển qua khu vực Đông Á.[8]
- ‡ Ban đầu, Persipura Jayapura không đủ điều kiện tham gia nhưng vì đã kháng cáo Tòa án Trọng tài Thể thao, CAS đã ra phán quyết vào ngày 1 tháng 2 năm 2012 rằng họ nên được xoá án tạm thời trong giải đấu và được quyền chơi ở vòng loại.[11]
- Al-Kuwait (Kuwait), đội á quân AFC Cup 2011, không đủ điều kiện tham dự AFC Champions League 2012, và sau đó được vào thẳng vòng bảng AFC Cup 2012. Nasaf Qarshi (Uzbekistan), đội vô địch AFC Cup 2011, đã đủ điều kiện tham dự vòng bảng thông qua vị trí của họ tại giải quốc nội.[8]

## Vòng loại
Lễ bốc thăm vòng loại diễn ra tại Kuala Lumpur, Malaysia vào ngày 6 tháng 12 năm 2011. Đội thắng lọt vào vòng bảng, trong khi đội thua chung kết vòng loại tham dự vòng bảng AFC Cup, ngoại trừ đội thua cặp đấu Adelaide United và Persipura Jayapura.

### Tây Á
| Đội 1     | Tỉ số   | Đội 2            |
| Bán kết   | Bán kết | Bán kết          |
| --------- | ------- | ---------------- |
| Esteghlal | 2–0     | Zob Ahan         |
| Chung kết |         |                  |
| Al-Shabab | 3–0     | Neftchi Farg'ona |
| Esteghlal | 3–1     | Al-Ettifaq       |

### Đông Á
| Đội 1           | Tỉ số | Đội 2              |
| --------------- | ----- | ------------------ |
| Pohang Steelers | 2–0   | Chonburi           |
| Adelaide United | 3–0   | Persipura Jayapura |

## Vòng bảng
Lễ bốc thăm vòng bảng diễn ra tại Kuala Lumpur, Malaysia vào ngày 6 tháng 12 năm 2011. Các câu lạc bộ từ cùng một quốc gia không được xếp vào cùng bảng với nhau. Đội nhất và nhì của mỗi bảng lọt vào vòng loại trực tiếp.

### Bảng A
| VT | Đội          | ST | T | H | B | BT | BB | HS  | Đ  | Giành quyền tham dự |     | JAZ | EST | RAY | NQA |
| -- | ------------ | -- | - | - | - | -- | -- | --- | -- | ------------------- | --- | --- | --- | --- | --- |
| 1  | Al-Jazira    | 6  | 5 | 1 | 0 | 18 | 10 | +8  | 16 | Vòng 16 đội         |     | —   | 1–1 | 3–2 | 4–1 |
| 2  | Esteghlal    | 6  | 3 | 2 | 1 | 8  | 3  | +5  | 11 | Vòng 16 đội         |     | 1–2 | —   | 3–0 | 0–0 |
| 3  | Al-Rayyan    | 6  | 2 | 0 | 4 | 9  | 12 | −3  | 6  |                     |     | 3–4 | 0–1 | —   | 3–1 |
| 4  | Nasaf Qarshi | 6  | 0 | 1 | 5 | 4  | 14 | −10 | 1  |                     | 2–4 | 0–2 | 0–1 | —   |     |

### Bảng B
| VT | Đội        | ST | T | H | B | BT | BB | HS  | Đ  | Giành quyền tham dự |     | ITT | YAS | PAK | ARA |
| -- | ---------- | -- | - | - | - | -- | -- | --- | -- | ------------------- | --- | --- | --- | --- | --- |
| 1  | Al-Ittihad | 6  | 5 | 1 | 0 | 13 | 4  | +9  | 16 | Vòng 16 đội         |     | —   | 1–0 | 4–0 | 3–2 |
| 2  | Baniyas    | 6  | 3 | 2 | 1 | 9  | 2  | +7  | 11 | Vòng 16 đội         |     | 0–0 | —   | 2–0 | 2–0 |
| 3  | Pakhtakor  | 6  | 2 | 1 | 3 | 6  | 10 | −4  | 7  |                     |     | 1–2 | 1–1 | —   | 3–1 |
| 4  | Al-Arabi   | 6  | 0 | 0 | 6 | 4  | 16 | −12 | 0  |                     | 1–3 | 0–4 | 0–1 | —   |     |

### Bảng C
| VT | Đội      | ST | T | H | B | BT | BB | HS | Đ  | Giành quyền tham dự |     | SEP | AHL | NAS | LEK |
| -- | -------- | -- | - | - | - | -- | -- | -- | -- | ------------------- | --- | --- | --- | --- | --- |
| 1  | Sepahan  | 6  | 4 | 1 | 1 | 9  | 4  | +5 | 13 | Vòng 16 đội         |     | —   | 2–1 | 1–0 | 2–1 |
| 2  | Al-Ahli  | 6  | 3 | 1 | 2 | 10 | 6  | +4 | 10 | Vòng 16 đội         |     | 1–1 | —   | 3–1 | 3–0 |
| 3  | Al-Nasr  | 6  | 2 | 0 | 4 | 6  | 11 | −5 | 6  |                     |     | 0–3 | 1–2 | —   | 2–1 |
| 4  | Lekhwiya | 6  | 2 | 0 | 4 | 5  | 9  | −4 | 6  |                     | 1–0 | 1–0 | 1–2 | —   |     |

1. 1 2  Điểm đối đầu: Al-Nasr 6, Lekhwiya 0.

### Bảng D
| VT | Đội        | ST | T | H | B | BT | BB | HS | Đ  | Giành quyền tham dự |     | HIL | PER | GHA | SHA |
| -- | ---------- | -- | - | - | - | -- | -- | -- | -- | ------------------- | --- | --- | --- | --- | --- |
| 1  | Al-Hilal   | 6  | 3 | 3 | 0 | 10 | 7  | +3 | 12 | Vòng 16 đội         |     | —   | 1–1 | 2–1 | 2–1 |
| 2  | Persepolis | 6  | 3 | 2 | 1 | 14 | 5  | +9 | 11 | Vòng 16 đội         |     | 0–1 | —   | 1–1 | 6–1 |
| 3  | Al-Gharafa | 6  | 1 | 3 | 2 | 7  | 10 | −3 | 6  |                     |     | 3–3 | 0–3 | —   | 2–1 |
| 4  | Al-Shabab  | 6  | 0 | 2 | 4 | 5  | 14 | −9 | 2  |                     | 1–1 | 1–3 | 0–0 | —   |     |

### Bảng E
| VT | Đội             | ST | T | H | B | BT | BB | HS | Đ  | Giành quyền tham dự |     | ADE | BYD | POH | GMB |
| -- | --------------- | -- | - | - | - | -- | -- | -- | -- | ------------------- | --- | --- | --- | --- | --- |
| 1  | Adelaide United | 6  | 4 | 1 | 1 | 7  | 2  | +5 | 13 | Vòng 16 đội         |     | —   | 0–0 | 1–0 | 2–0 |
| 2  | Bunyodkor       | 6  | 3 | 1 | 2 | 8  | 7  | +1 | 10 | Vòng 16 đội         |     | 1–2 | —   | 1–0 | 3–2 |
| 3  | Pohang Steelers | 6  | 3 | 0 | 3 | 6  | 4  | +2 | 9  |                     |     | 1–0 | 0–2 | —   | 2–0 |
| 4  | Gamba Osaka     | 6  | 1 | 0 | 5 | 5  | 13 | −8 | 3  |                     | 0–2 | 3–1 | 0–3 | —   |     |

### Bảng F
| VT | Đội              | ST | T | H | B | BT | BB | HS | Đ  | Giành quyền tham dự |     | ULS | TOK | BBR | BEG |
| -- | ---------------- | -- | - | - | - | -- | -- | -- | -- | ------------------- | --- | --- | --- | --- | --- |
| 1  | Ulsan Hyundai    | 6  | 4 | 2 | 0 | 11 | 7  | +4 | 14 | Vòng 16 đội         |     | —   | 1–0 | 1–1 | 2–1 |
| 2  | FC Tokyo         | 6  | 3 | 2 | 1 | 12 | 6  | +6 | 11 | Vòng 16 đội         |     | 2–2 | —   | 4–2 | 3–0 |
| 3  | Brisbane Roar    | 6  | 0 | 3 | 3 | 6  | 11 | −5 | 3  |                     |     | 1–2 | 0–2 | —   | 1–1 |
| 4  | Bắc Kinh Quốc An | 6  | 0 | 3 | 3 | 6  | 11 | −5 | 3  |                     | 2–3 | 1–1 | 1–1 | —   |     |

1. 1 2  Điểm kỷ luật: Brisbane Roar 12, Bắc Kinh Quốc An 18.

### Bảng G
| VT | Đội                    | ST | T | H | B | BT | BB | HS  | Đ  | Giành quyền tham dự |     | SIC | NGY | CCM | TTD |
| -- | ---------------------- | -- | - | - | - | -- | -- | --- | -- | ------------------- | --- | --- | --- | --- | --- |
| 1  | Seongnam Ilhwa Chunma  | 6  | 2 | 4 | 0 | 13 | 5  | +8  | 10 | Vòng 16 đội         |     | —   | 1–1 | 5–0 | 1–1 |
| 2  | Nagoya Grampus         | 6  | 2 | 4 | 0 | 10 | 4  | +6  | 10 | Vòng 16 đội         |     | 2–2 | —   | 3–0 | 0–0 |
| 3  | Central Coast Mariners | 6  | 1 | 3 | 2 | 7  | 11 | −4  | 6  |                     |     | 1–1 | 1–1 | —   | 5–1 |
| 4  | Thiên Tân Teda         | 6  | 0 | 3 | 3 | 2  | 12 | −10 | 3  |                     | 0–3 | 0–3 | 0–0 | —   |     |

1. 1 2  Bằng điểm đối đầu (2). Hiệu số bàn thắng trong tất cả các trận đấu bảng: Seongnam Ilhwa Chunma +8, Nagoya Grampus +6.

### Bảng H
| VT | Đội                    | ST | T | H | B | BT | BB | HS | Đ  | Giành quyền tham dự |     | GEG | KSR | JHM | BRU |
| -- | ---------------------- | -- | - | - | - | -- | -- | -- | -- | ------------------- | --- | --- | --- | --- | --- |
| 1  | Quảng Châu Hằng Đại    | 6  | 3 | 1 | 2 | 12 | 8  | +4 | 10 | Vòng 16 đội         |     | —   | 3–1 | 1–3 | 1–2 |
| 2  | Kashiwa Reysol         | 6  | 3 | 1 | 2 | 11 | 7  | +4 | 10 | Vòng 16 đội         |     | 0–0 | —   | 5–1 | 1–0 |
| 3  | Jeonbuk Hyundai Motors | 6  | 3 | 0 | 3 | 10 | 15 | −5 | 9  |                     |     | 1–5 | 0–2 | —   | 3–2 |
| 4  | Buriram United         | 6  | 2 | 0 | 4 | 8  | 11 | −3 | 6  |                     | 1–2 | 3–2 | 0–2 | —   |     |

1. 1 2  Điểm đối đầu: Quảng Châu Hằng Đại 4, Kashiwa Reysol 1.

## Vòng loại trực tiếp

### Vòng 16 đội
Các trận đấu diễn ra vào ngày 22 và 23 tháng 5 (Khu vực Tây Á) và 29 và 30 tháng 5 năm 2012 (Khu vực Đông Á).

| Đội 1                 | Tỉ số             | Đội 2          |
| Tây Á                 | Tây Á             | Tây Á          |
| --------------------- | ----------------- | -------------- |
| Al-Jazira             | 3–3 (aet) (2–4 p) | Al-Ahli        |
| Sepahan               | 2–0               | Esteghlal      |
| Al-Ittihad            | 3–0               | Persepolis     |
| Al-Hilal              | 7–1               | Baniyas        |
| Đông Á                |                   |                |
| Adelaide United       | 1–0               | Nagoya Grampus |
| Seongnam Ilhwa Chunma | 0–1               | Bunyodkor      |
| Ulsan Hyundai         | 3–2               | Kashiwa Reysol |
| Quảng Châu Hằng Đại   | 1–0               | FC Tokyo       |

### Tứ kết
Các trận lượt đi diễn ra vào ngày 19 tháng 9 năm 2012, và các trận lượt về diễn ra vào ngày 2 và 3 tháng 10 năm 2012.

| Đội 1           | TTS | Đội 2               | Lượt đi | Lượt về      |
| --------------- | --- | ------------------- | ------- | ------------ |
| Al-Ittihad      | 5–4 | Quảng Châu Hằng Đại | 4–2     | 1–2          |
| Sepahan         | 1–4 | Al-Ahli             | 0–0     | 1–4          |
| Adelaide United | 4–5 | Bunyodkor           | 2–2     | 2–3 (s.h.p.) |
| Ulsan Hyundai   | 5–0 | Al-Hilal            | 1–0     | 4–0          |

### Bán kết
Các trận lượt đi diễn ra vào ngày 22 và 24 tháng 10 năm 2012, và các trận lượt về diễn ra vào ngày 31 tháng 10 năm 2012.

| Đội 1      | TTS | Đội 2         | Lượt đi | Lượt về |
| ---------- | --- | ------------- | ------- | ------- |
| Al-Ittihad | 1–2 | Al-Ahli       | 1–0     | 0–2     |
| Bunyodkor  | 1–5 | Ulsan Hyundai | 1–3     | 0–2     |

### Chung kết
Trận chung kết được tổ chức trên sân của một trong hai đội vào chung kết, được quyết định qua việc bốc thăm. Theo lễ bốc thăm ngày 14 tháng 6 năm 2012, đội thắng bán kết 2 sẽ tổ chức trận chung kết. Vì vậy, Ulsan Hyundai là đội chủ nhà.

| Ulsan Hyundai                                       | 3–0    | Al-Ahli |
| --------------------------------------------------- | ------ | ------- |
| Kwak Tae-Hwi 13' · Rafinha 68' · Kim Seung-Yong 75' | Report |         |

## Các cầu thủ ghi bàn hàng đầu
| Xếp hạng | Cầu thủ           | Câu lạc bộ                               | MD1 | MD2 | MD3 | MD4 | MD5 | MD6 | R16 | QF1 | QF2 | SF1 | SF2 | 0 F 0 | Tổng |
| -------- | ----------------- | ---------------------------------------- | --- | --- | --- | --- | --- | --- | --- | --- | --- | --- | --- | ----- | ---- |
| 1        | Ricardo Oliveira  | Al-Jazira                                | 1   | 1   |     | 1   | 3   | 4   | 2   |     |     |     |     |       | 12   |
| 2        | Naif Hazazi       | Al-Ittihad                               |     | 2   | 1   |     | 1   |     | 1   | 2   |     | 1   |     |       | 8    |
| 3        | Rafinha           | Gamba Osaka (GS) Ulsan Hyundai (QF+SF+F) |     |     | 2   |     |     |     |     | 1   | 2   | 1   |     | 1     | 7    |
| 3        | Victor Simões     | Al-Ahli                                  |     | 1   | 1   | 1   | 1   |     | 1   |     | 1   |     | 1   |       | 7    |
| 5        | Darío Conca       | Quảng Châu Hằng Đại                      | 2   |     |     | 1   | 1   | 1   |     |     | 1   |     |     |       | 6    |
| 5        | Kim Shin-Wook     | Ulsan Hyundai                            | 1   |     |     |     | 1   |     | 1   |     | 1   | 1   | 1   |       | 6    |
| 7        | Éamon Zayed       | Persepolis                               |     | 3   | 1   |     |     | 1   |     |     |     |     |     |       | 5    |
| 7        | Bruno Correa      | Sepahan                                  | 1   | 1   | 1   |     | 1   |     | 1   |     |     |     |     |       | 5    |
| 7        | Leandro Domingues | Kashiwa Reysol                           |     | 2   |     |     | 1   | 1   | 1   |     |     |     |     |       | 5    |
| 7        | Yoo Byung-Soo     | Al-Hilal                                 |     |     |     | 1   |     |     | 4   |     |     |     |     |       | 5    |
| 7        | Amara Diané       | Al-Nasr                                  |     | 2   | 1   | 1   |     | 1   |     |     |     |     |     |       | 5    |

Chú thích: Bàn thắng ghi được ở vòng loại không dược tính.
Tham khảo: